# Jardín Botánico Alpino alle Viotte di Monte Bondone

El Jardín Botánico Alpino alle Viotte di Monte Bondone  (en  italiano: Giardino Botanico Alpino alle Viotte di Monte Bondone), es un jardín botánico alpino de 10 hectáreas de extensión administrado por el "Museo Tridentino di Scienze Naturali"("MUSE - Museo delle Scienze")., en Viotte di Monte Bondone, Italia.

## Localización
El Giardino Botanico Alpino alle Viotte di Monte Bondone, se encuentra en Viotte di Monte Bondone, al suroeste de Trento Provincia de Trento, Trentino-Alto Adigio, Italia.45°59′17″N 11°01′51″E / 45.98806, 11.03083
Abre al público a diario en los meses cálidos del año, se cobra una tarifa de entrada.

## Historia
El jardín botánico fue fundado en 1938, muy dañado en la Segunda Guerra Mundial, y renovado en 1958.

## Colecciones
En el jardín las plantas se encuentran agrupadas en lechos florales por sus áreas de origen, tal como los Pirineos, Alpes,  Apeninos, Balcanes, Cárpatos, Cáucaso, las  Americas, y los Himalayas. 
Entre los géneros de las Americas incluye Arnica, Eriophyllum, Lewisia, Liatris, Phlox, Penstemon, y Silphium; Entre los géneros de los Himalayas incluye Androsace, Gentiana, Incarvillea, Leontopodium, Meconopsis, Potentilla, y Veronica.  
Entre las especies de un interés particular incluye Artemisia petrosa, Daphne petraea, Ephedra helvetica, Fritillaria tubaeformis, Linaria tonzigi, Paederota bonarota, Rhizobotrya alpina, Sanguisorba dodecandra, Saxifraga arachnoidea, Saxifraga tombeanensis, Scabiosa vestina, Silene elisabethae, y Viola dubyana. El jardín también incluye un sendero de naturaleza (1000 metros) bordeado de vegetación indígena de la zona, incluyendo Drosera rotundifolia y Pinguicula vulgaris.

## Algunas imágenes del Alpinum

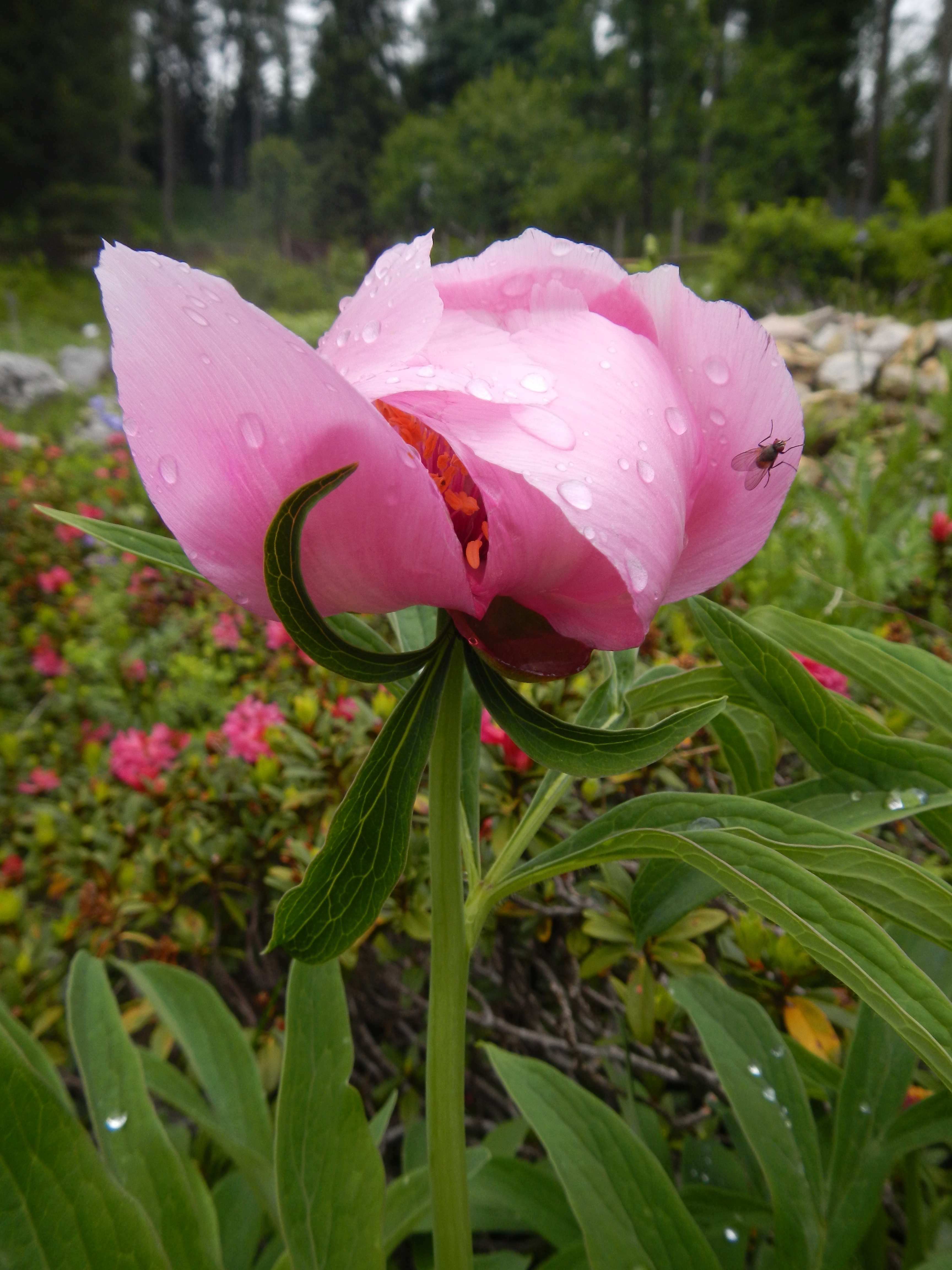
Paeonia officinalis Thunb.
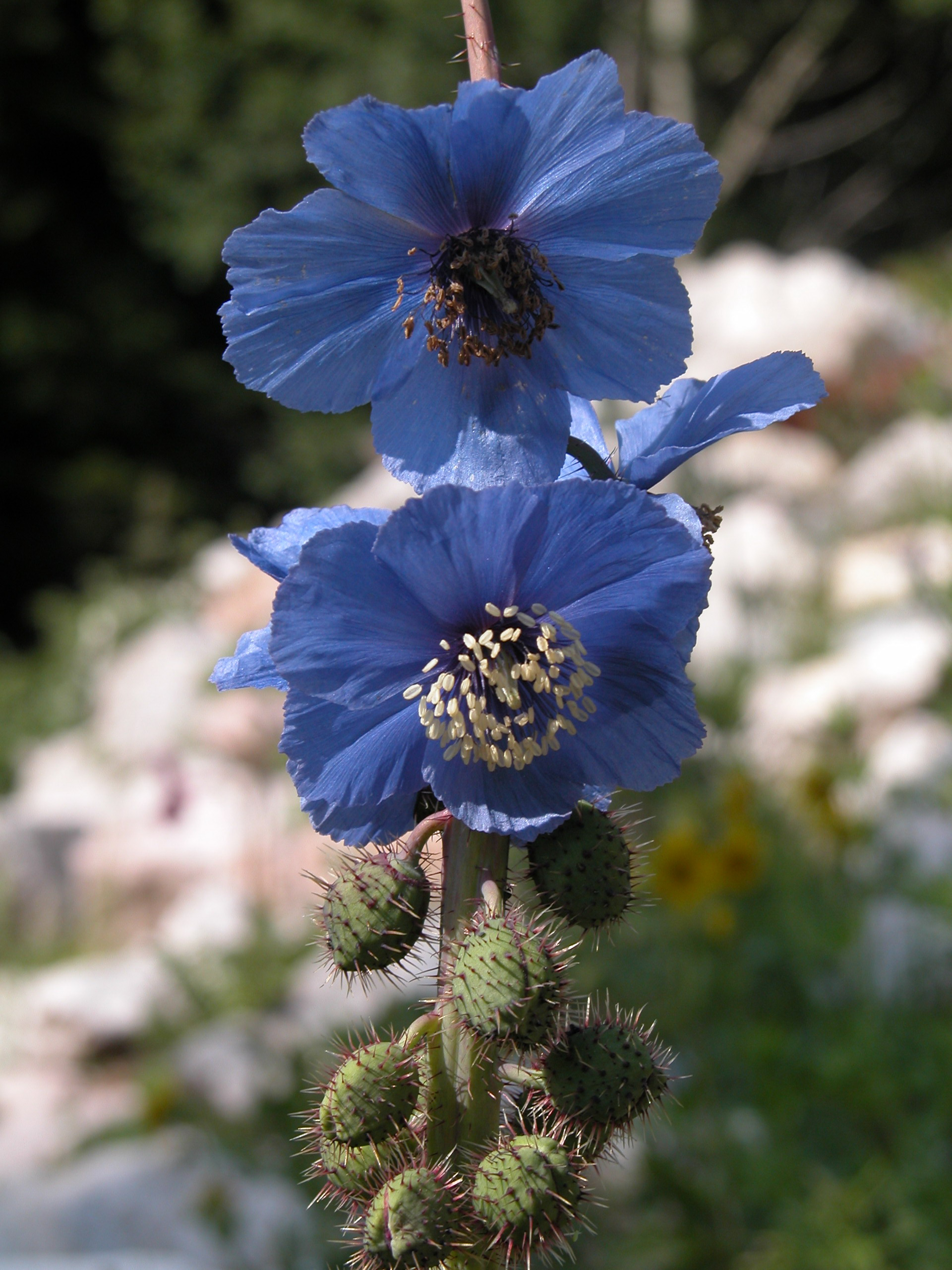
Meconopsis horridula Hook. f. & Thomson
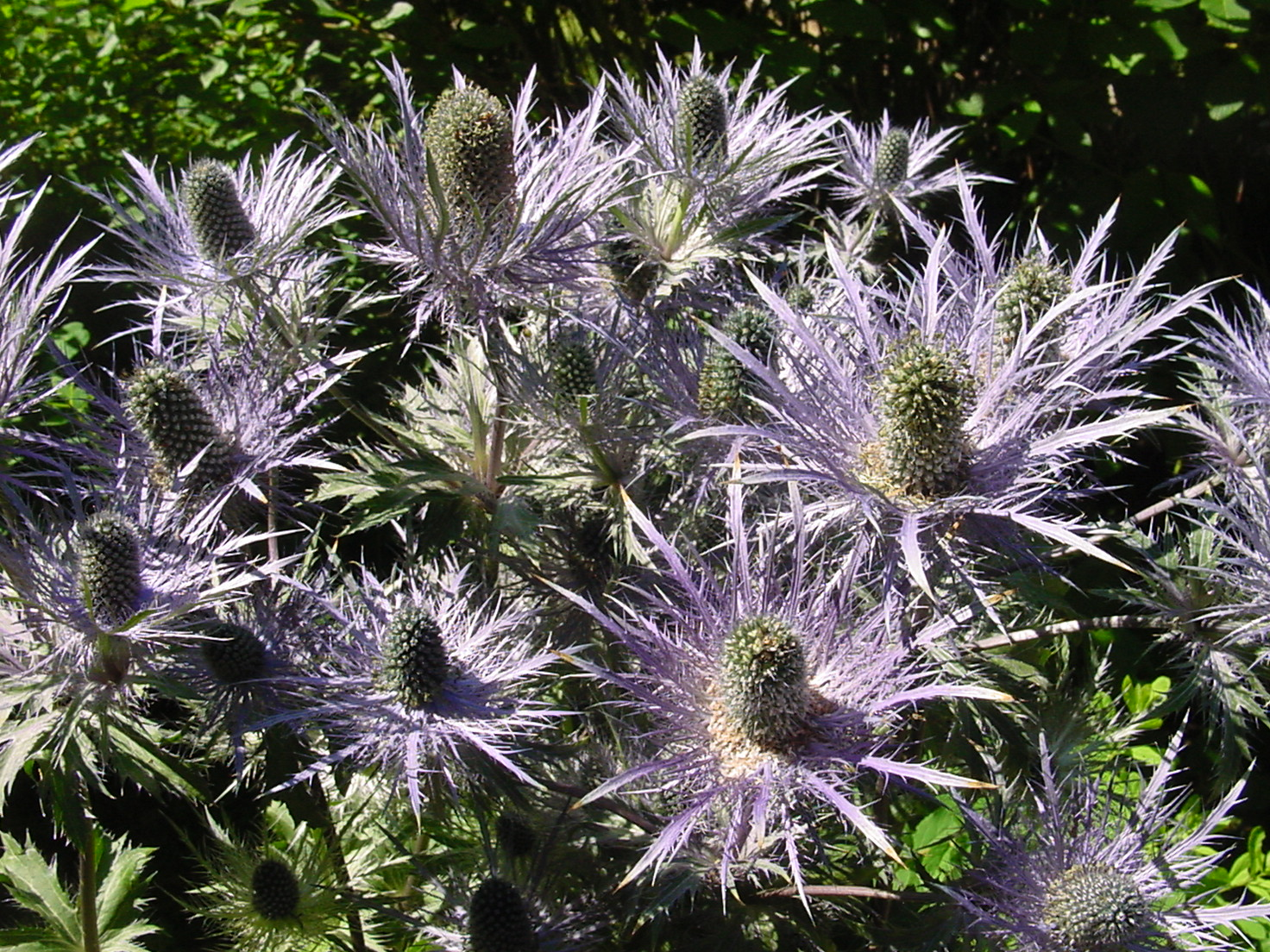
Eryngium alpinum L. (Regina delle alpi)
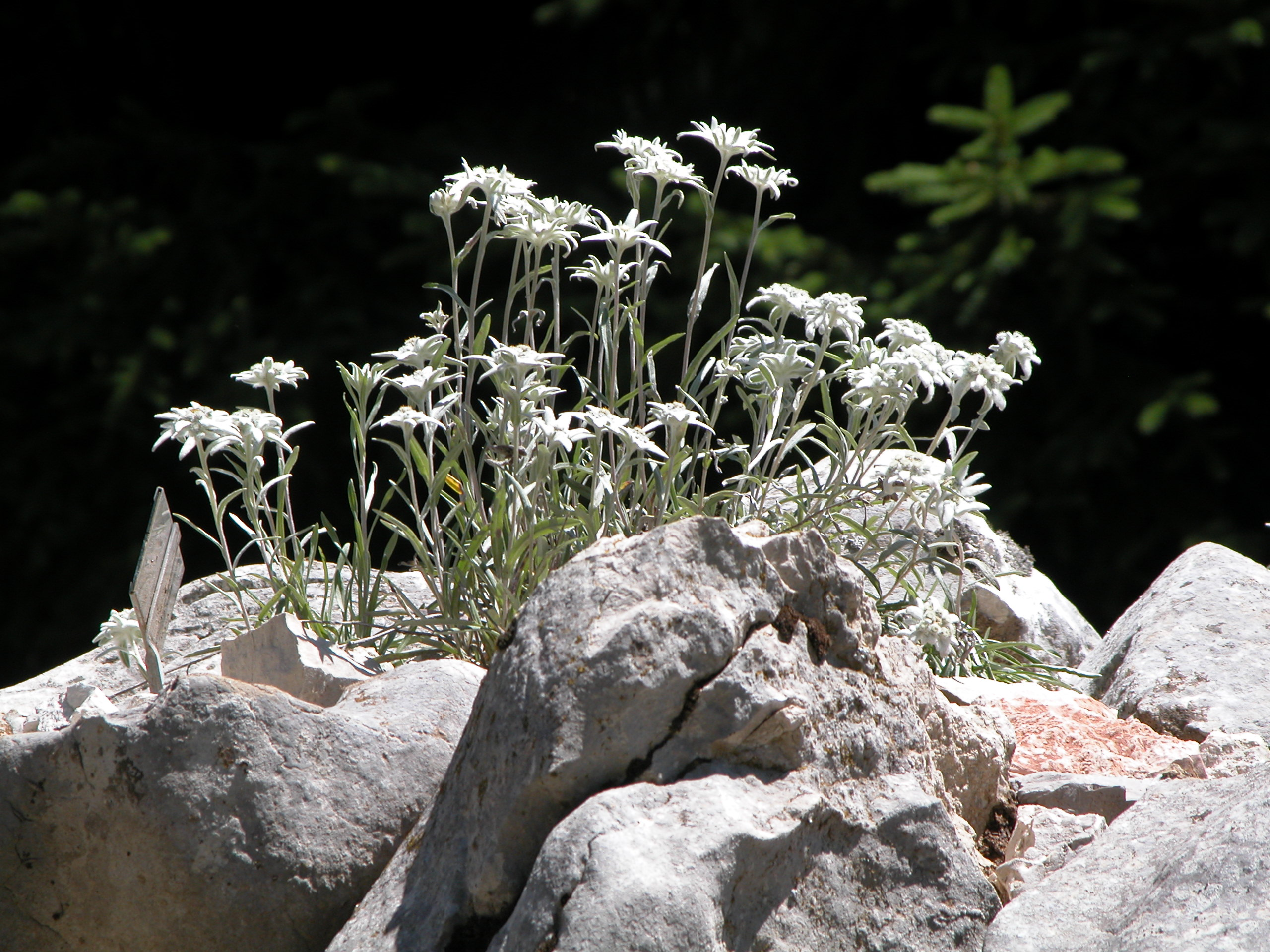
Leontopodium alpinum Cass.
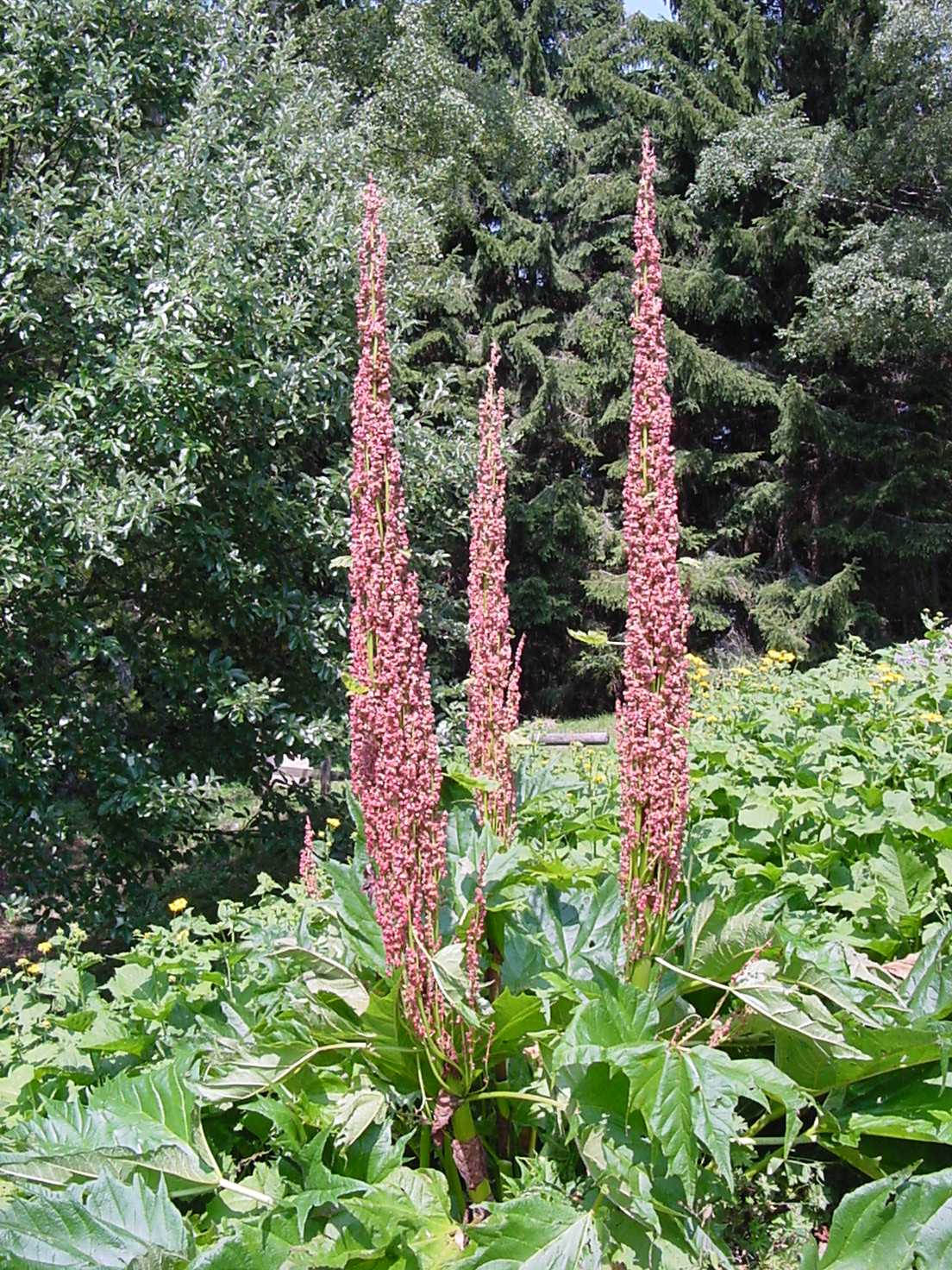
Rheum palmatum L.
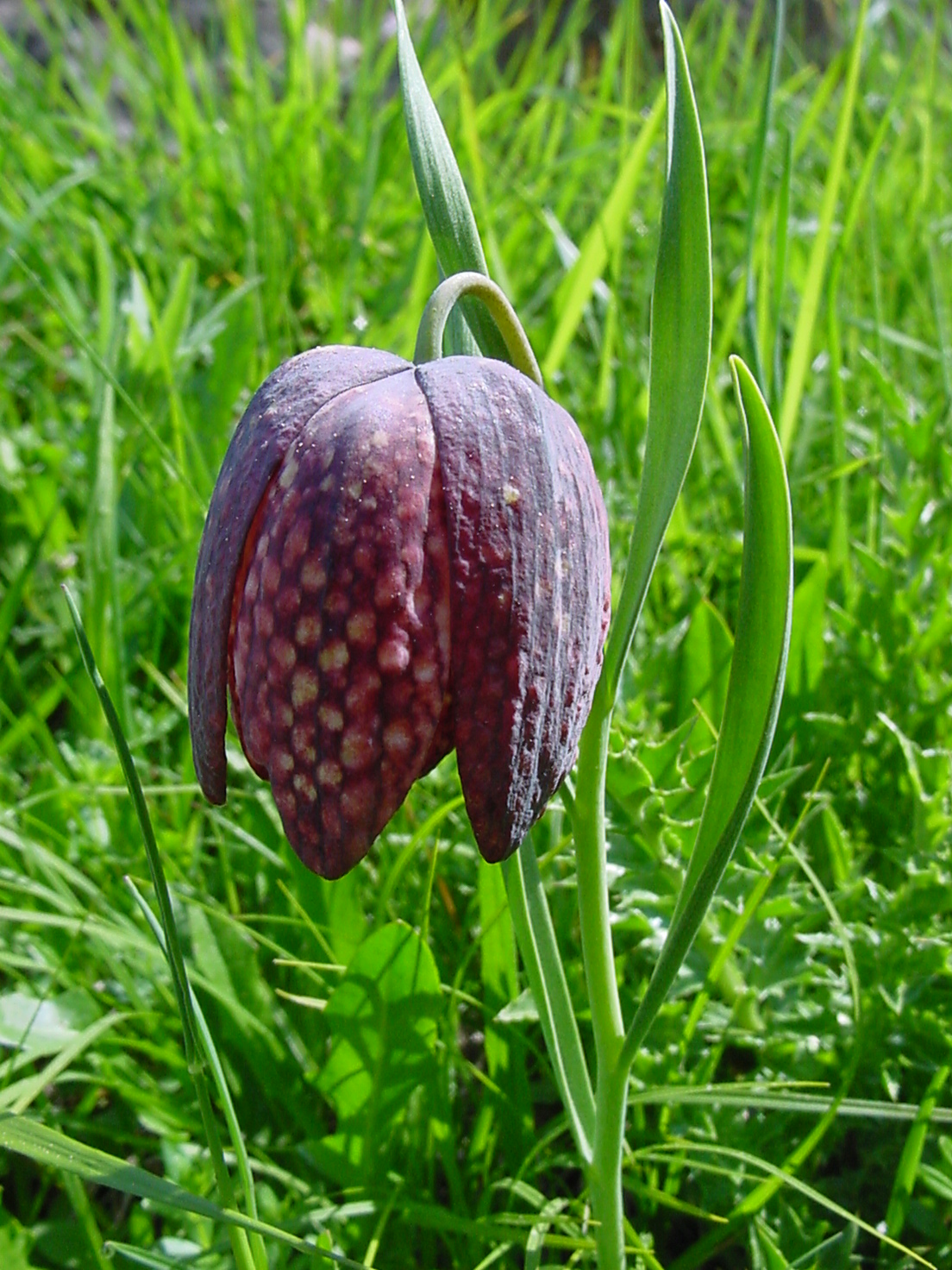
Fritillaria tubiformis Gren. & Godr
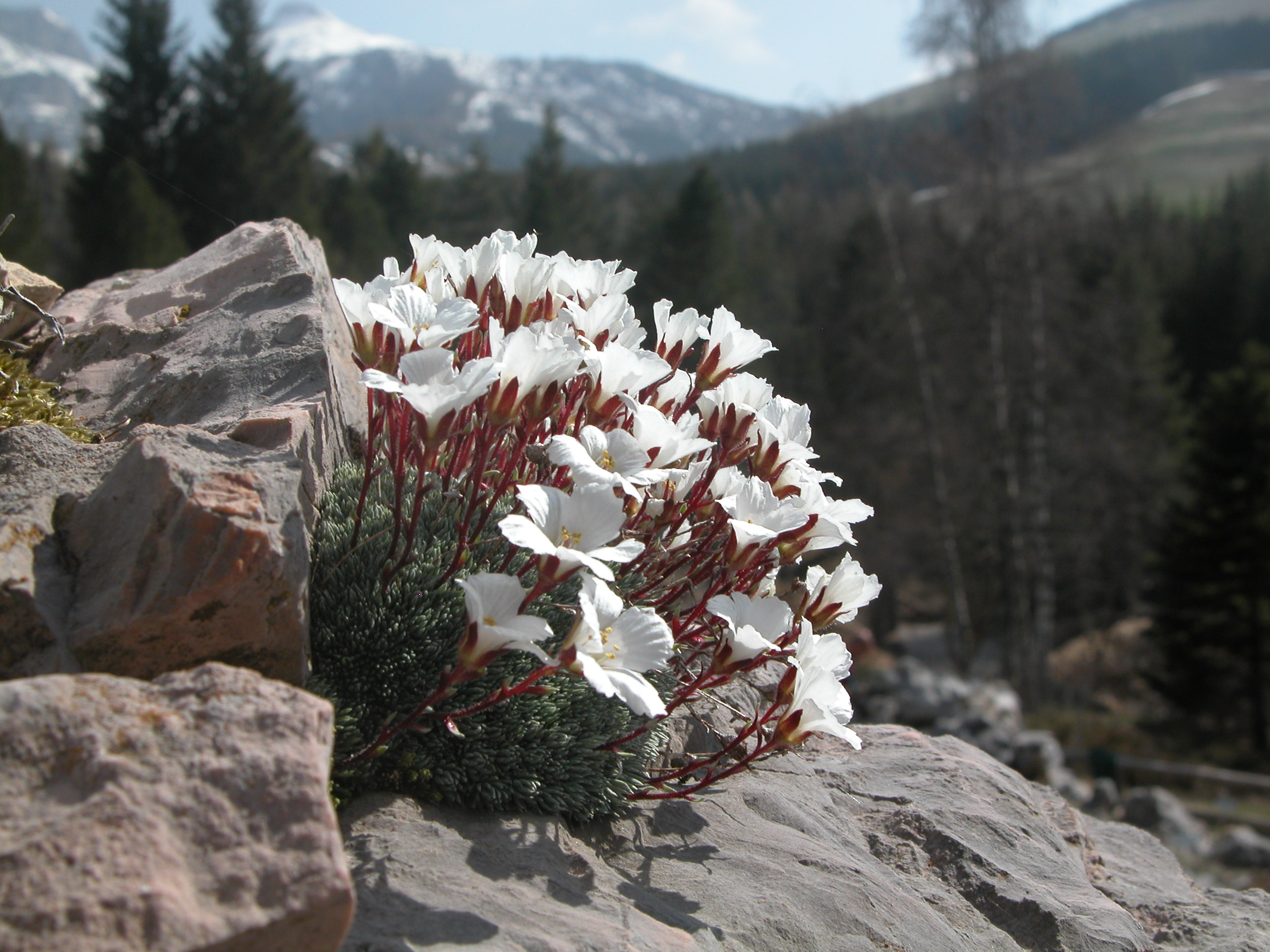
Saxifraga burseriana L.